# Храпунков, Геннадий Владимирович
Генна́дий Влади́мирович Храпунко́в (22 июля 1949, Оха, Сахалинская область — 7 октября 2013, Москва) — советский и российский актёр театра и кино. Заслуженный артист Российской Федерации (1994).

## Биография
Геннадий Храпунков родился 22 июля 1949 года в городе Оха Сахалинской области.
В 1975 году начал творческую деятельность в Хабаровском театре юного зрителя им. Ленинского комсомола. В 1978 году окончил Хабаровский государственный институт искусств и культуры. Позже играл в Хабаровском театре драмы и Ростовском театре юного зрителя.
В 1985 году вошёл в труппу московского театра «Эрмитаж», где прослужил более четверти века, став одним из ведущих актёров театра.
Умер 7 октября 2013 года. Отпевание прошло 10 октября 2013 года в Храме Успения Пресвятой Богородицы в Москве (Большая Косинская улица, 29). Похоронен на Фенинском кладбище близ Балашихи.

## Работы в театре

### Хабаровский ТЮЗ
- «Тень» (Е. Шварц) — учёный (реж. С. Таюшев)
- «Женитьба» (Н. Гоголь) — Жевакин (реж. С. Таюшев)
- «Проделки Скапена» (Ж. Мольер) — Сильвестр (реж. С. Петренко)
- «Маленький принц» (А. де Сент-Экзюпери) — Лис (реж. С. Таюшев)
- «Дядя Фёдор, Кот и Пёс» (Э. Успенский) — кот Матроскин (реж. А. Раскин)
- «Дракон» (Е. Шварц) — бургомистр (реж. С. Таюшев)
- «Винни-Пух» (А. Милн) — Винни Пух (реж. А. Раскин)
- «Ричард Ш» (У. Шекспир) — Ричард Ш (реж. Ф. Берман)
- «Р. В. С.» (А. Гайдар) — клоун Леон (реж. Ф. Берман)

### Театр «Эрмитаж»
- «Нищий, или Смерть Занда» (Ю. Олеша) — Болеславский
- «Уроки русского» по Михаилу Жванецкому — муж Раи
- «Русский преферанс» (Ю. Ким, В. Оренов) — Ихарев, Лухнов, Наумов, Яков Иванович
- «Азеф» (М. Левитин) — Бурцев
- «Вечер в сумасшедшем доме» (А. Введенский, Н. Олейников, Н. Заболоцкий) — первый
- «Живой труп» (Л. Толстой и А. Пьяццола) — доктор
- «Парижская жизнь» (Ж. Оффенбах) — слуга Проспер
- «Женитьба Н. В. Гоголя» — Яичница
- «Полёт ди Грассо» («До свиданья, мертвецы») (И. Бабель) — инвалид Бишонков
- «Соломенная шляпка» (Э. Лабиш) — Бопертюи
- «Пока всё о’кей» А. Червинского — царь Мидас
- «Скверный анекдот» (Ф. Достоевский) — Аким Петрович, столоначальник
- «Путешествие Вениамина Третьего в Святую землю» М. Мойхер-Сфорима (реж. Н. Шейко) — Менделе
- «Примеры из жизни» (по мотивам книги Л. Питера и Р. Халла) — герой
- «Я снимаю „Крысолова“» или «Мёртвый телефон» — друг
- «Дон Жуан» (по Мольеру, Тирсо де Молина и своими словами') — Каталинон
- «Безразмерное Ким-танго» — актёр
- «Белая овца» — первая средняя мысль
- «Зойкина квартира» — Ган-Дза-Лин, он же Газалин
- «Золотой телёнок, или Возвращение в Одессу» — Полыхаев, ответственное лицо
- «Ивонна, принцесса Бургундская» — король
- «Изверг» — торговец арбузами
- «Капнист туда и обратно» — Заседатель
- «Кто автор этого безобразия?» — актёр
- «Кураж» — старый полковник
- «Меня убить хотели эти суки» — майор
- «Моя старшая сестра» — актёр
- «Моя тень» — призрак короля
- «О сущности любви» — следователи
- «Пир во время ЧЧЧумы. Фрагменты» — старцы, призраки былого — Сальери, Моцарт, Скрыпач, Скупой, Дон Карлос
- «Суер-Выер» — Островитяне
- «Тайные записки тайного советника» — швейцар Николай
- «Хармс! Чармс! Шардам! или Школа клоунов» — актёр

## Фильмография
1. 1989 — Анна Петровна — Лев Яковлевич
2. 1989 — Трудно быть богом — церемонимейстер
3. 1991 — Пять похищенных монахов — лысый посетитель бани
4. 1994 — Триста лет спустя — Лаврентий Эдмундович Решёткин
5. 1996 — Клубничка (серии 23-я «Барабашка»; 39-я «Исполняющий обязанности»; 64-я «Без взрослых») — посетитель
6. 1998 — День полнолуния — эпизод
7. 1998 — Паранойя
8. 1998 — Гармонист Суворов
9. 2001 — Московские окна — гэбист
10. 2002 — Воровка - 2. Счастье напрокат — судья
11. 2002 — Две судьбы — директор театра
12. 2002 — Тайна Лебединого озера — доктор
13. 2003 — Время — деньги — гость
14. 2003 — Ералаш выпуск № 159, сюжет «Подайте, люди добрые…» — директор школы
15. 2003 — Подари мне жизнь — Пётр Борисович
16. 2004 — Время жестоких (1-я серия) — тесть Олега Кольцова (нет в титрах)
17. 2004 — МУР есть МУР — эпизод
18. 2004 — Слушатель — работодатель
19. 2005 — Белая овца — первая средняя мысль
20. 2005 — Жизнь — поле для охоты — Валентин Константинович Казин
21. 2005 — Любовь моя (9-я серия «Вот это фокус»; 18-я серия «Ставки сделаны») — Майоров, генерал
22. 2005 — Шекспиру и не снилось… (документальный сериал; серии «Маска жизни», «Магнетический флюид») — Мейер, Байи
23. 2006 — Петя Великолепный — Беркутов
24. 2006 — Формула зеро — приятель Шермана, владелец бутика
25. 2006 — Четыре таксиста и собака - 2 — директор супермаркета
26. 2007 — Путешествие во влюблённость — Евгений Семёнович, фотограф
27. 2007—2011 — Папины дочки — Вениамин Альбертович
28. 2008 — Ванька Грозный — губернатор
29. 2008 — Висяки (телесериал) (дело № 2 «Слишком много совпадений») — эпизод
30. 2008 — Ермоловы — Касьян Иванович
31. 2008 — Наследство — Гоша, служащий банка
32. 2008 — Савва — Иванов, пристав
33. 2008 — Трое с площади Карронад — Яков Палыч, учитель математики
34. 2009 — Победитель — эпизод
35. 2009 — Горячие новости — докладчик
36. 2009 — Когда мы были счастливы — судья
37. 2009 — Первая попытка — Михаил Викторович, главный редактор
38. 2009 — Пуля - дура - 3 — Спиридонов
39. 2009 — Холодное сердце — мсье Поль, владелец международной клиники
40. 2010 — Отдел (фильм 4 «Страшные лейтенанты») — Григорий Андреевич, отец Черенкова, судья
41. 2010 — Химик — продавец в оружейном магазине
42. 2011 — Казнокрады (документальная драма; фильм 5 Операция «Океан») — Владимир Рытов
43. 2011 — Только любовь — работодатель
44. 2012 — Однажды в Ростове — член Политбюро
45. 2013 — Братья и сёстры — Кузьма Кузьмич

## Аудиоспектакли
- 2010 — «Чудесная Страна Оз» (Лаймен Фрэнк Баум)
- 2010 — «Железный Дровосек из Страны Оз» (Лаймен Фрэнк Баум)
- 2010 — «Озма из Страны Оз» (Лаймен Фрэнк Баум)
- 2011 — «Путешествие в Страну Оз» (Лаймен Фрэнк Баум)
- 2011 — «Дороти и Волшебник в Стране Оз» (Лаймен Фрэнк Баум)
- 2011 — «Правдивая история Деда Мороза» (Андрей Жвалевский, Евгения Пастернак)

## Награды
- Заслуженный артист Российской Федерации (29 декабря 1994) — за заслуги в области искусства
- Медаль ордена «За заслуги перед Отечеством» II степени (2010).